# Losbergsgereuth
Losbergsgereuth ist ein Gemeindeteil der Gemeinde Rentweinsdorf im unterfränkischen Landkreis Haßberge in Bayern.

## Geografie
Das Dorf liegt im östlichen Teil des Landkreises etwa 100 Meter oberhalb des Baunachgrundes auf einer Hochebene. Die Kreisstraße HAS 56 nach Ottneuses führt durch den Ort.

## Geschichte
Der Ortsname bedeutet die Rodung am Losberg.
Die Erstnennung war 1504, als Matthäus II. von Rotenhan den halben Zehnt zu „Loßbergsgereuth“ erwarb. 1576 gehörte „Losperggereuth“ zur Zent Ebern. Im Verlauf des Dreißigjährigen Kriegs war das Dorf im Jahr 1644 ausgestorben. 1742 hatten die Rotenhan Untertanen in „Laspergsgereuth“.
Im Jahr 1862 wurde die Ruralgemeinde Losbergsgereuth in das neu geschaffene bayerische Bezirksamt Ebern eingegliedert. Die Gemeinde bestand aus drei Orten, dem Dorf Losbergsgereuth und zwei Weilern, dem 2,5 Kilometer entfernten Lind und dem 2,0 Kilometer entfernten Ottneuses. Die Gemeinde zählte im Jahr 1871 154 Einwohner, von denen 76 Katholiken und 78 Protestanten waren, und 34 Wohngebäude. Der Hauptort hatte 84 Einwohner. Die Katholiken gehörten zu der 3,0 Kilometer entfernten Pfarrgemeinde Mürsbach, wo sich auch die Bekenntnisschule befand. Die Protestanten gehörten zu der 4,0 Kilometer entfernten Pfarrgemeinde Rentweinsdorf, wo sich auch die Bekenntnisschule befand. Im Jahr 1900 zählte der Ort 71 Einwohner und 15 Wohngebäude. 1925 lebten in der 391,97 Hektar großen Gemeinde Losbergsgereuth 123 Personen, von denen 76 evangelisch waren, in 23 Wohngebäuden. Der Hauptort hatte 69 Einwohner und 13 Wohngebäude.
1950 hatte Losbergsgereuth 85 Einwohner und 13 Wohngebäude. 1970 waren es 59 und 1987 65 Einwohner sowie 17 Wohngebäude mit 19 Wohnungen. Am 1. April 1971 war die Eingliederung Losbergsgereuths in die Gemeinde Rentweinsdorf. Am 1. Juli 1972 folgte im Rahmen der Gebietsreform die Auflösung des Landkreises Ebern und Losbergsgereuth kam mit Rentweinsdorf zum neuen Haßberg-Kreis.

## Geologie
Der Losbergsgereuther Rücken gehört zur naturräumlichen Haupteinheit des Itz-Baunach-Hügellands im fränkischen Keuper-Lias-Land.
Regionalgeologisch ist der Losbergsgereuther Rücken Teil des Süddeutschen Schichtstufenlandes. Im Westen schließen die triassischen Einheiten des Steigerwald-Sattels an den Rücken an, im Osten die Formationen des Jura in der Fränkischen Alb.
Nach Abtragung des variszischen Gebirges kam es in der Umgebung zu vereinzelter Ablagerung von Rotliegend-Konglomeraten in intramontanen Becken. Der Zechstein markiert den Beginn der marinen Überdeckung von Norden kommend. Zusammen mit den fluviatilen Sedimenten des Buntsandsteins, den flachmarinen Abfolgen des Muschelkalks und den lagunären Schichten des Keupers belegen sie einen stabilen und tektonisch ruhigen Ablagerungsraum über die Zeit des Perms und der Trias. Im Oberen Keuper formieren Sandeinschüttungen des Böhmischen Massivs und des Vindelizischen Festlandes den in der Umgebung von Losbergsgereuth befindlichen Burgsandstein. Darüber schließen die kalkhaltigen und quellfähigen roten Knollenmergel (Feuerletten), die in der Region den Hauptbodentyp mit hohem Gehalt an Kalium und Magnesium bilden an. Auch eine Folge von Grundwasserleitern ist in diesen Schichten definiert.
Im Unterjura führte die flachmarine Ingression zur Ablagerung von Ton- und Sandsteinen. Das Rhät markiert den faziellen Übergang von Trias zu Jura und die beginnende marine Ingression. Die in Losbergsgereuth aufliegende Bamberg-Formation führt Tonsteine mit zwischengelagerten Feinsand- und Siltbänken. Die im Mittel- und Oberjura abgelagerten Sandsteine und Massenkalke sind weiter im Osten, in der Fränkischen Alb aufgeschlossen. In näherer Umgebung ist der Staffelberg markant, der aus Sandsteinen des Mitteljura und gebankten Kalk-, Mergelsteinen und Korallenkalken besteht.
Die Hebung des rheinischen Schildes bewirkt zum Ende des Jura eine Verkippung der Schichten nach Osten/Südosten. Nach massiver Erosion in der Kreide bewirkt dies zusammen mit den unterschiedlichen Erosionsanfälligkeiten der Schichten die Entwicklung zum Süddeutschen Schichtstufenland. Die Stufen fallen in großräumigen Maßstab sanft nach Osten ab und können an der Westflanke durch steile Einschnitte markiert werden. Die ersten beiden Stufen werden von den Schichten des Buntsandsteins und des Muschelkalks im Westen des Schichtstufenlandes gebildet. Die dritte Stufe von denen des Muschelkalks und Lettenkeupers. Auf diesen Schichten befindet sich der Steigerwald. Die Massenkallke des Oberjura bilden die vierte und letzte Stufe in der Fränkischen Alb.
Jungtertiärer Vulkanismus ist nordwestlich von Losbergsgereuth in der Formation der Heldburger Gangschar zu finden. Der Basaltsteinbruch Zeilberg ist hier noch als Vulkan erkennbar. Im Pleistozän wurde die Region von dem Wechsel der Warm- und Kaltzeiten geformt, sodass Flüsse sich vertieften und Täler weiter eingeschnitten wurden. Das Itztal und Maintal östlich von Losbergsgereuth, trennt den Rücken von den Stufen im Osten. Westlich begrenzt der Baunachgrund den Rücken.
Bei Betrachtung der vorkommenden Gesteine und Aufschlüsse in Losbergsgereuth mag die geologische Besonderheit des Rückens unbeachtlich scheinen. Im großmaßstäblichen Kontext ist dieser jedoch in einer Reihe mit dem Lichtensteiner-Rücken im Norden und dem Kreiberg-Rücken im Süden den markanten Einheiten der Fränkischen Alb im Osten als Übergang von Trias zu Jura vorgelagert und daher regionalgeologisch recht markant.

## Baudenkmäler
Ein Sandsteinkreuz mit Dreipassenden von 1892 auf einem Inschriftsockel erinnert an den Eberner Stadtpfarrer Joseph Lambert, der 1882 in Losbergsgereuth im Alter von 49 Jahren starb.
In der Bayerischen Denkmalliste sind zwei Baudenkmäler aufgeführt.